# Swietelsky

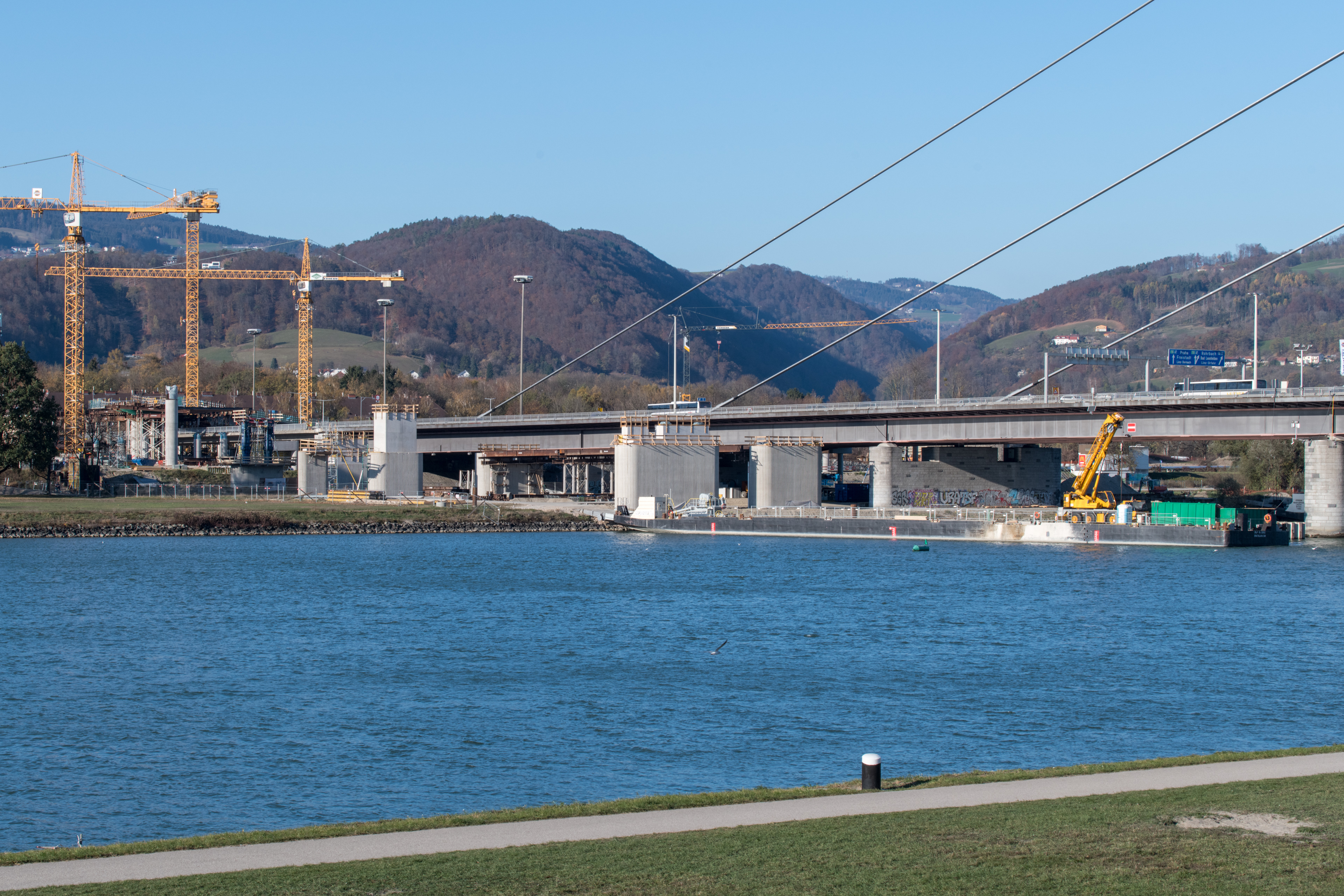
Ausbau Bypassbrücken November 2018, VÖEST-Brücke Linz, Swietelsky - Granit

Swietelsky ist ein international tätiges Bauunternehmen mit Sitz in Linz in Österreich.

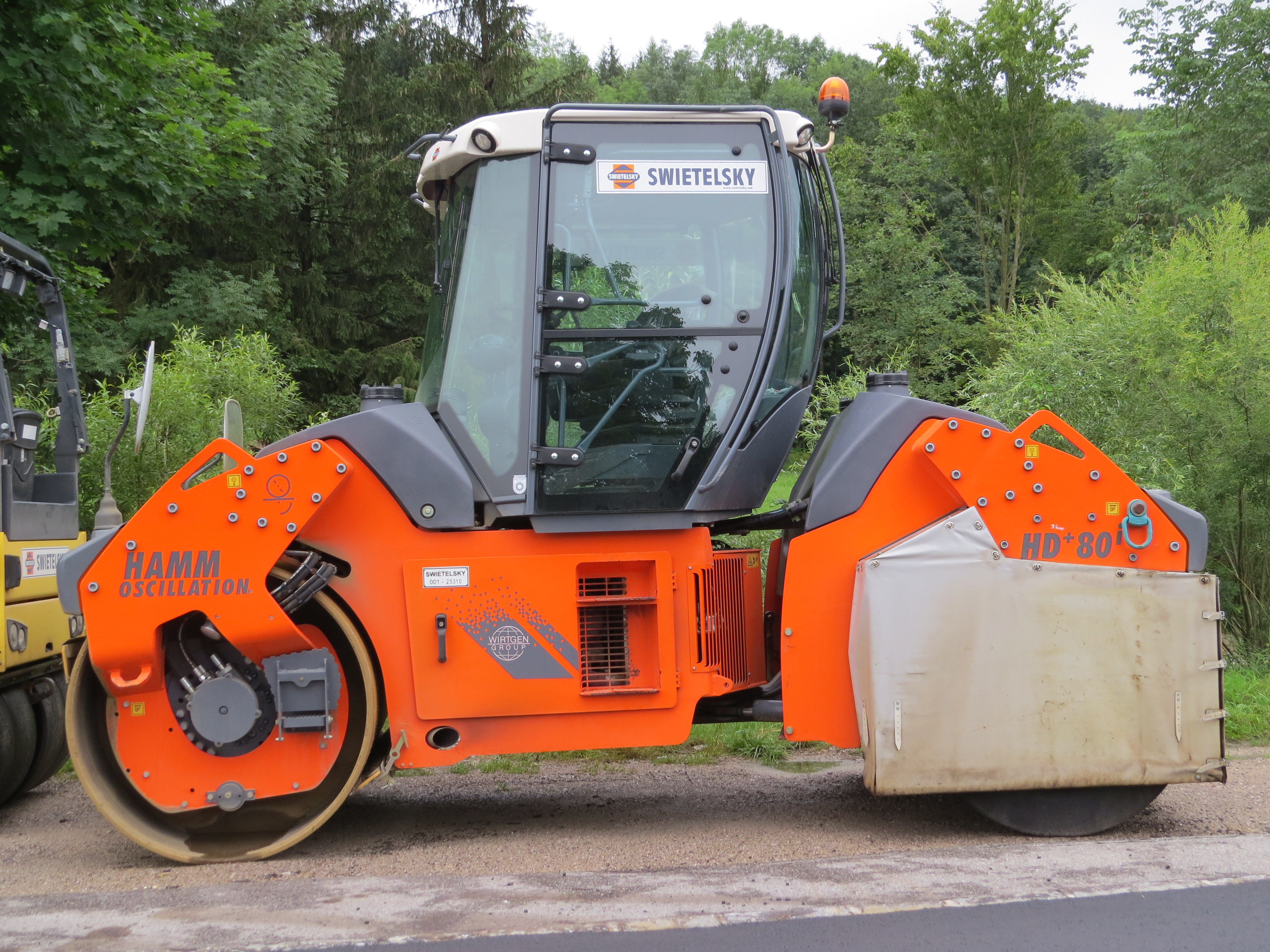
Hamm HD 80 von Swietelsky in Kirchberg an der Pielach (2018)

Die Aktivitäten des Unternehmens erstrecken sich auf alle Sparten des Bauwesens: auf den Hoch- und Tiefbau, Bahnbau, Straßen- und Brückenbau, Tunnelbau. Darüber hinaus ist das Unternehmen auch in Spezialgebieten wie Holz- und Hybridbau, Hochgebirgsbau, Immobilienentwicklung, Sport- und Freizeitanlagenbau, Metallbau, Total- und Generalunternehmerbau sowie Umwelttechnik tätig. Im Geschäftsjahr 2023/24 betrug die Bauleistung 3,5 Milliarden Euro. Am Heimatmarkt Österreich erwirtschaftete das Unternehmen rund 57 % der Gesamtleistung, gefolgt von den Kernmärkten Deutschland mit 14 %, Tschechien mit 11 % und Ungarn mit 5 %. Darüber hinaus gibt es Niederlassungen in 17 weiteren Ländern (Australien, Bosnien und Herzegowina, Dänemark, Frankreich, Großbritannien, Italien, Kroatien, Lettland, Luxemburg, Niederlande, Norwegen, Polen, Rumänien, Schweden, Schweiz, Slowakei, Slowenien). Im Geschäftsjahr 2023/24 beschäftigte das Unternehmen durchschnittlich rund 12.000 Mitarbeiterinnen und Mitarbeiter.

## Geschichte
Das Unternehmen wurde von Hellmuth Swietelsky im Jahr 1936 in Gmunden in Oberösterreich gegründet. Es beschäftigte sich vor allem mit Straßenbau und Asphaltierungen. Bereits 1937 übersiedelte das Unternehmen nach Linz. Die erste Mischanlage wurde 1938 in Betrieb genommen. Bei Kriegsausbruch begann Swietelsky mit dem Eisenbahnbau rund um Wien und gründete einen neuen Standort in Wien. Für Bauten im Ausland wurde unter anderen die Kontinentale Bau gegründet.
Nach dem Zweiten Weltkrieg wuchs das Unternehmen durch den Wiederaufbau schnell, schuf in allen Bundesländern Niederlassungen und wurde in allen Bausparten tätig. Bereits 1957 gehörte das in eine Gesellschaft mit beschränkter Haftung (GmbH) umgewandelte Unternehmen zu den größten fünf Bauunternehmen in Österreich. 1962 wurde ein Tochterunternehmen in München mit Standorten in Traunstein und Emmerting gegründet.
Der Firmengründer Hellmuth Swietelsky wurde 1965 von der International Road Federation in Washington, D.C. zum Man of the Year ernannt.
Im Jahr 1974 erhielt das Prüflabor in St. Martin bei Traun die Zulassung als Staatlich Autorisierte Prüfanstalt und im Jahr 1976 die Staatliche Auszeichnung, das Staatswappen im Geschäftsverkehr führen zu dürfen. 
Nach dem Fall des Eisernen Vorhanges im Jahr 1989 und in den Folgejahren wurden auch in einigen östlichen Nachbarländern Niederlassungen gegründet.
In den Jahren nach 2000 wurden einige Tochterunternehmen gekauft, beziehungsweise Anteile übernommen. So ist Swietelsky einer der Teilhaber an den Unternehmen Rail Transport Service und eurailpool.
Die Änderung der Geschäftsanteile in der bestehenden Eigentümerstruktur brachte seit dem Jahr 2005 ein neues Mehrheitsverhältnis. Somit wird das Unternehmen seit 2012 in der Tradition als Familienunternehmen von den beiden Eigentümerfamilien Hovaguimian und Brustmann geführt.
Heute ist Swietelsky der drittgrößte österreichische Bauindustriekonzern mit durchschnittlich rund 12.000 Mitarbeitern und einem Jahresumsatz von mehr als 3,2 Mrd. €. Derzeit befinden sich mehr als 100 Tochterfirmen im In- und Ausland im vollständigen oder teilweisen Besitz des Konzerns.
Am 4. Dezember 2019 gab der Konzern die mit diesem Datum erfolgte Umfirmierung der Swietelsky Baugesellschaft m.b.H. auf die Swietelsky AG bekannt. Die Änderung der Rechtsform habe keine Auswirkungen auf die Zusammensetzung von Eigentümern und Belegschaft, eine Börsennotierung von Aktien sei nicht vorgesehen.
Anfang November 2020 zeigte eine ORF-Dokumentation auf, dass die Firma in der NS-Zeit von Arisierung und Zwangsarbeit profitiert hat. Das Unternehmen beauftragte das Dokumentationsarchiv des österreichischen Widerstandes (DÖW) mit der Ausarbeitung der genauen historischen Zusammenhänge.

## Film
- 2020: Eco Spezial: Baustelle Erinnerung: Swietelsky und die „Straße der SS“[7][8]